# Ministerium Schlayer
Das Ministerium Schlayer bzw. Oktoberministerium bildete vom 28. Oktober 1849 bis 2. Juli 1850 die Landesregierung von Württemberg.
| Amt                                  | Name                                        |
| ------------------------------------ | ------------------------------------------- |
| Inneres                              | Johannes von Schlayer                       |
| Äußeres, Königliches Haus und Kultus | Karl Eberhard Freiherr von Wächter-Spittler |
| Finanzen                             | Johann Christoph von Herdegen               |
| Justiz                               | Hermann Friedrich von Hänlein               |
| Krieg                                | Fidel von Baur-Breitenfeld                  |